# Hone Tuwhare
Hone Tuwhare (Northland, 21 de octubre de 1922 - 16 de enero de 2008) fue un destacado poeta neozelandés de ascendencia Māori.

## Primeros años
Hone Tuwhare nació en Kaikohe, región de Northland, dentro de la tribu de los Nga Puhi (hapu Ngati Korokoro, Ngati Tautahi, Te Popoto, Uri-o-hau). Tras la muerte de su madre, su padre se trasladó a Auckland, donde Hone acudió a la escuela primaria. Hablaba sólo Maorí hasta que tenía 9 años y su padre, un orador y cuentacuentos en maorí, le inculcó el interés por la escritura, especialmente en los versos e imagenería del Antiguo Testamento. Es el primer lírico y dramaturgo de ese origen que escribió en inglés, y en 1964 fue publicado su primer poemario bajo el título "No Ordinary Sun". Distinguido como Poeta Laureado en 1999, recibió en 2003 el Premio Icon de la Fundación Neozelandesa de las Artes.
- Datos: Q122334
- Multimedia: Hone Tuwhare / Q122334